# Tankred Stöbe

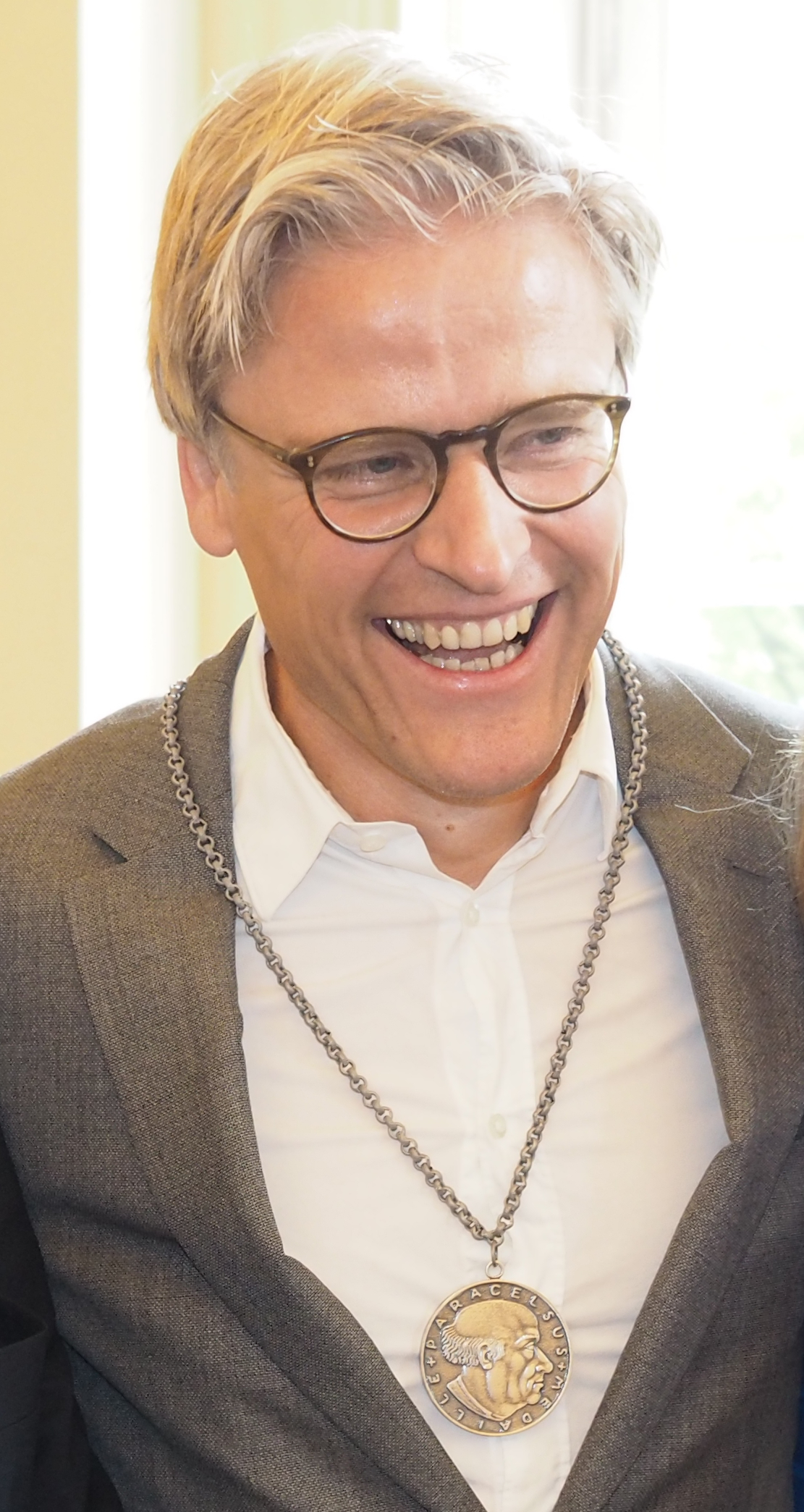
Tankred Stöbe 2016

Tankred Cornelius Stöbe (* 1. Februar 1969 in Nürnberg) ist ein deutscher Internist, Rettungsmediziner und Buchautor. Von 2015 bis 2018 war er Mitglied des internationalen Vorstandes von Médecins sans frontières (Ärzte ohne Grenzen), von 2007 bis 2015 stand er als Präsident der deutschen Sektion von Ärzte ohne Grenzen vor.

## Leben und Wirken
Stöbe erwarb 1989 an der Freien Waldorfschule Überlingen das Abitur und begann 1990 eine Krankenpflegerausbildung am Universitätsklinikum Hamburg-Eppendorf. Die Ausbildung brach er ab, als er 1991 einen Studienplatz für Medizin erhielt. An der Ernst-Moritz-Arndt-Universität in Greifswald durchlief er den vorklinischen Teil des Medizinstudiums. Nach einem kurzen Studienabschnitt an der Freien Universität Berlin absolvierte er den größten Teil des klinischen Teils des Medizinstudiums ab 1994 an der Universität Witten/Herdecke, wo er 1998 sein Staatsexamen ablegte.
Stöbe arbeitete zunächst als Arzt im Praktikum am Gemeinschaftskrankenhaus Havelhöhe in Berlin, anschließend als Notarzt und Intensivmediziner am Gemeinschaftskrankenhaus Herdecke (beides Einrichtungen der Anthroposophischen Medizin), seit 2004 wieder am Gemeinschaftskrankenhaus Havelhöhe. Im Jahr 2000 erhielt Stöbe die volle Approbation, 2001 erwarb er den Fachkundenachweis für den Rettungsdienst und leistet seitdem Rettungseinsätze. Stöbe promovierte mit der Arbeit Der akute Myokardinfarkt bei Diabetes mellitus – Akut- und Langzeitverlauf nach interventioneller Therapie zum Dr. med. (2002). 2007 schloss er seine Weiterbildung zum Facharzt für Innere Medizin ab und qualifizierte sich in der Folge zusätzlich zum Intensivmediziner (2011) sowie zum Notfallmediziner und Leitenden Notarzt (2016).
Zwischen 2002 und 2021 war Stöbe 23 Mal in achtzehn verschiedenen Ländern für Ärzte ohne Grenzen im ehrenamtlichen, mehrwöchigen ärztlichen Einsatz. Darüber hinaus stattete er zwischen 2005 und 2018 in achtzehn Ländern sogenannte Field Visits ab, um mit lokalen Teams Lagebesprechungen abzuhalten. Seit 2004 war Stöbe Vorstandsmitglied der deutschen Sektion von Ärzte ohne Grenzen, von 2007 bis 2015 war er deren Präsident. Von 2005 bis 2015 gehört er dem Vorstand des Operationalen Zentrums Amsterdam an, 2015 wurde er in den Internationalen Vorstand der Organisation gewählt, dem er bis 2018 angehörte.
Durch Projekteinsätze auf einem Rettungsschiff der Organisation im Mittelmeer 2015 und wiederholt in Libyen, erlebte Stöbe die direkten und tödlichen Auswirkungen von Flucht und Vertreibung. Im Januar 2020 koordinierte Stöbe Corona-Hilfsaktionen von Ärzte ohne Grenzen in Asien. Durch weitere Einsätze im Jemen und Malawi konnte er die Pandemie-Entwicklung und die verheerenden Auswirkungen des Virus in verschiedenen Kontexten beobachten. Abseits seiner Einsätze für Ärzte ohne Grenzen arbeitet Tankred Stöbe als Notarzt und Intensivmediziner in Berlin.
Die Bundesärztekammer zeichnete 2016 mit Stöbe „im Namen der deutschen Ärzteschaft einen Mediziner für seine ärztliche Haltung und seine unerschütterliche Einsatzbereitschaft“ mit der Paracelsus-Medaille aus, ihrer höchsten Auszeichnung. Er habe „weltweit zahllose Menschenleben gerettet und sich damit national und international auch um das Ansehen der deutschen Ärzteschaft in hervorragender Weise verdient gemacht.“
Im Jahr 2021 wurde ihm das Bundesverdienstkreuz am Bande verliehen. 2025 wurde er Ehrenmitglied der Deutschen Gesellschaft für Innere Medizin.

## Publikationen
- Mut und Menschlichkeit. Als Arzt weltweit in Grenzsituationen. Fischer, Frankfurt am Main 2019, ISBN 978-3-596-70439-2.